# Gaz'aile 2
 (mars 2010).
Si vous disposez d'ouvrages ou d'articles de référence ou si vous connaissez des sites web de qualité traitant du thème abordé ici, merci de compléter l'article en donnant les références utiles à sa vérifiabilité et en les liant à la section « Notes et références ».
Le Gaz'aile II est un petit avion biplace dont la particularité est sa motorisation. Cet avion est équipé d'un « moteur TUD » (diesel) ou essence 75 ch TU3 PSA Peugeot Citroën 1,4 L qui motorise la Peugeot 106 et la Citroën AX. De nombreux moteurs aero sont montés aussi. Une version motorisée avec un moteur PSA DV4 modifié (pompe mécanique et intercooler) développant 78.5 ch permet d’atteindre 150 kt (280 km/h) en croisière. il y a aussi un 100 ch DV6
Son concepteur, Serge Pennec, avait précédemment équipé l'avion Dieselis avec un moteur d'Opel Corsa 1500 en 1998, puis avait équipé son Gaz'aile I d'un moteur d'Opel Astra 1700.
Le Gaz'aile II vole depuis novembre 2005 à Brest dans le Finistère. Environ 1500 constructeurs amateurs construisent ou ont construit un Gaz'aile II.

## La cellule
Le fuselage est constitué de cadres en bois reliés par des lisses. Le revêtement est en contreplaqué okoumé, recouvert d’une légère couche de tissus de verre et de résine époxy.
Les formes non développables sont en mousse stratifiée, ce qui permet de donner le même aspect de finition et d’esthétique qu’un avion en composite.

## L’empennage horizontal
L’empennage horizontal est de type monobloc avec compensation automatique. Il est constitué d’un longeron en bois et de nervures en mousse. Le tout est revêtu de contreplaqué de 1,2 mm.

## L’aile
2 versions :
- Avion : envergure 7,10 m
- ULM : envergure 8,20 m

L’une a un profil laminaire, l’autre de type classique, mais la technique de construction est la même.
Le longeron est en bois, mousse aéronautique et carbone (baguettes bois et carbone collées comme du lamellé).
Les nervures sont en mousse et mousse/bois/contreplaqué (nervures d'emplanture et nervures face aux ferrures des volets/flaperons), le revêtement en contreplaqué.
Le contreplaqué est revêtu d’un tissu verre époxy.

## Les volets aileron (ULM) etFlaperon(Avion)
Sur l’avion, ils sont de type "flaperon" en 2 parties (pour tenir compte de la déformation de l'aile en vol). Ils occupent toute l’envergure. Ils sont construits avec longeron bois/contre-plaqué et nervures en mousse, revêtement contreplaqué recouvert d'un tissu de verre imprégné d’époxy.
Sur l'ULM, ce sont des volets et ailerons classiques. 

## Les commandes de vol
- Commande d’ailerons rigide par bielles.
- Commande de volets rigides, à sortie manuelle et crans.
- Commande de profondeur par bielles.
- Direction par câbles.

## Le train
Le train principal est en verre époxy. Il est fixé aux cadres du fuselage par des silent-blocs.
Les roues 400/4 sont équipées de freins à disque hydrauliques.
Le train avant est constitué d’une jambe télescopique en tube 25cd4s. Elle est directrice. La suspension est faite par des anneaux élastiques. Les palonniers actionnent la commande de direction par des câbles.
La dimension de la roue avant est de 350/4 sur l’avion et 400/4 sur l’ULM.

## Les performances[3]
La version avion vole actuellement et avait 720 heures au 5/11/2016.

La Version ULM vole depuis 2011, 650 h de vol;version essence TU3
- La vitesse de croisière est de 200 km/h. diesel 240 km/h essence
- Vitesse maximale /240 km/h diesel ou 290 km/h essence.
- La consommation moyenne relevée sur 20 h est de 2,95 L/100km ( 80 mpg) de diesel ou 5,6 L/h à 190/200 km/h. 7 en essence
- La consommation est 7,5 L/h à 220 km/h (vitesse de croisière à 75 % de la puissance) 12 essence
- Le taux de montée est de 1 000 pieds/min seul et 700 pieds/min avec un passager. 1500 essence
- Distance de décollage 250 m, atterrissage 120 m. 150 m et 120 m en essence